# Velîkîi Bobrîk, Krasnopillea
Velîkîi Bobrîk (în ucraineană Великий Бобрик) este localitatea de reședință a comunei Velîkîi Bobrîk din raionul Krasnopillea, regiunea Sumî, Ucraina.

## Demografie
Componența lingvistică a localității Velîkîi Bobrîk
     Ucraineană (94,46%)
     Rusă (4,62%)
     Alte limbi (0,93%)
Conform recensământului din 2001, majoritatea populației localității Velîkîi Bobrîk era vorbitoare de ucraineană (94,46%), existând în minoritate și vorbitori de rusă (4,62%).